# تشكيلات كأس الخليج العربي 2013
بالأسفل قوائم فرق كأس الخليج العربي لكرة القدم 2013 في البحرين. إحصائية المباريات والأهداف الدولية قبل بداية البطولة مباشرة.

## المجموعة 1

### البحرين
المدرب:  غابرييل كالديرون